# Kenema-Staatskrankenhaus

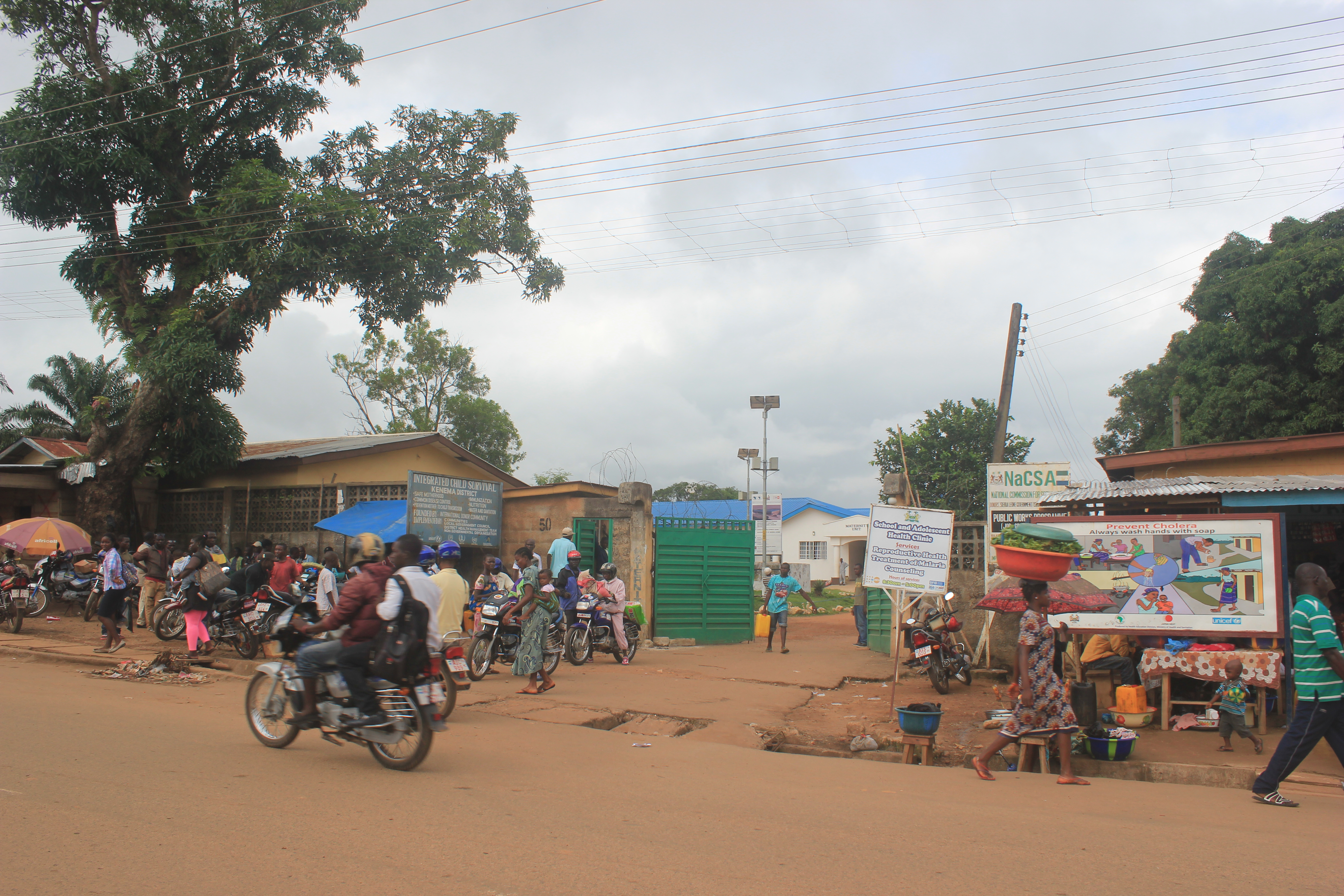
Staatskrankenhaus in Kenema

Das Kenema-Staatskrankenhaus (englisch Kenema Government Hospital) ist ein staatliches Krankenhaus in Kenema, Sierra Leone. Es ist auf die Erforschung und Behandlung von Lassafieber spezialisiert und wurde 2013 um eine Krankenabteilung hierfür erweitert.

## Ebola-Epidemie 2014
Im Krankenhaus wurden auch Patienten behandelt, die am Ebolafieber im Rahmen der Epidemie 2014 erkrankt waren. Unter den Ärzten und Pflegern waren viele Todesfälle zu verzeichnen. Im September 2014 wurde moniert, dass das Personal wochenlang keinen Lohn erhalten habe. Ende Oktober 2014 wurde eine ärztliche Studie im The New England Journal of Medicine veröffentlicht. Beschrieben wurden Symptome und Krankheitsverlauf auf der Basis einer Patientengruppe von 106 Personen.
Im Haus wird die Erforschung des Lassa-Fiebers fortgesetzt, die am Center for Disease Control (CDC) beim Nixon Memorial Hospital in Segbwema begonnen wurde.